# Garcinia thwaitesii
Garcinia thwaitesii är en tvåhjärtbladig växtart som beskrevs av Jean Baptiste Louis Pierre. Garcinia thwaitesii ingår i släktet Garcinia och familjen Clusiaceae. Inga underarter finns listade i Catalogue of Life.